# Русский национальный союз участников войны
Русский национальный союз участников войны — военно-политическая организация крайне-правого толка, созданная во Франции белым генералом-эмигрантом А. В. Туркулом в 1936 году.

## История
Русский национальный союз участников войны (РНСУВ) зародился как группа членов Русского общевоинского союза (РОВС), недовольных существовавшим в организации положением дел. Туркул критиковал высшее руководство РОВС за безынициативность и бездеятельность, призывал к решительным действиям по борьбе с большевизмом. Одним из факторов, побудивших к разрыву, являлся запрет на политическую активность членов РОВС, существовавший с 1923 года как следствие приказа № 82 тогдашнего главы РОВС, генерала П. Н. Врангеля, содержащего в числе прочего такие пункты:

б) предложить через означенные союзы всем г. офицерам, не считающим себя в составе армии, выйти из союзов; тем из г. офицеров, кои состоят в союзах, входят одновременно в состав каких-либо политических организаций, предложить, как чинам армии, выйти из состава последних; те из г. офицеров, кои нашли бы возможность от этого уклониться, подлежат исключению из союзов. Если бы какой либо из союзов признал возможным оставить в числе своих членов офицеров, отказывающихся числиться в составе армии или отказавшихся выйти из состава той или иной политической организации, то таковой союз не может оставаться в числе союзов, входящих в состав армии, и не может в дальнейшем рассчитывать на её помощь;
в) указать всем союзам, состоящим ныне при управлениях военных агентов или военных представителей, на мое решительное требование не допускать обсуждения каких-либо вопросов характера политического — представив обсуждение «программ», «платформ», «тезисов» и «лозунгов» тем, кто видит в этом спасение Родины, и памятуя, что для воина есть один лозунг — приказ начальника;
— Распоряжение Генерала П. Н. Врангеля о завершении работы по объединению офицеров. №82.
Открыто заявляя о своей политической позиции, Туркул фактически нарушил устав РОВС, и был исключён из союза.
В руководство новой организации вошли подполковник В. В. Чернощёков — председатель главного правления и корнет Г. П. Апанасенко — председатель политического бюро. Печатным органом РНСУВ была газета «Сигнал», редактором которой был полковник Н. В. Пятницкий. Газета выходила два раза в месяц с 1937 по 1940 год. Также организацией издавался журнал «Военный журналист», позже переименованный в «Всегда за Россию».
У Туркула было немало единомышленников как среди военных, так и среди эмигрантов, критикующих РОВС. Свои симпатии к новой организации не скрывали «новопоколенцы» — члены Национального союза нового поколения (НСНП). В 1937 году в Париже была образована коалиция под названием «Национальный центр», включавшая в себя РНСУВ, НСНП и Имперский союз. За несколько лет отделы РНСУВ были созданы во Франции, Бельгии, Чехословакии, Югославии, Греции, Албании, Аргентине, Уругвае.
В 1938 году, уже в Берлине, где был вынужден поселиться Туркул, высланный из Франции «за пронемецкую ориентацию», образовалась новая коалиция. По инициативе К. В. Роздаевского был создан «Российский национальный фронт», куда вошли РНСУВ, Российский фашистский союз (РФС), Российское национальное и социальное движение (РНСД), Русский национальный союз в Америке и кружки друзей «Голоса России» И. Л. Солоневича. Не вступали во фронт, но были солидарны с ним некоторые группы НСНП, казачьи организации, парижский кружок «Белая идея» В. А. Ларионова, группа газеты «Возрождение», «Российский имперский союз». Но уже в 1939 году «Российский национальный фронт» был запрещён и распущен правительством Рейха.

## Идеология и цели
РНСУВ был основан на неприятии генералом Туркулом и его единомышленников непредрешенчества, считавшегося основой существования РОВС. РНСУВ стал организацией крайне-правой политической ориентации, националистического, монархического толка. Девизом союза стал лозунг «Бог — Нация — Социальная справедливость» (по другим источникам, «Бог, Отечество и социальная справедливость»). Основной целью организации было заявлено сопротивление большевизму, и, в дальнейшей перспективе, устройство в освобождённой от большевиков России нового русского национального правительства. В «Военном журналисте» публиковались программные тексты, в которых рассматривалось будущее государственное устройство в России: «Это должна быть социально ориентированная модель монархии, стоящая на принципах надклассовости, надсословности, самодержавия, гражданских прав и законности».
РНСУВ (равно как и многие правые эмигранты в довоенный период) симпатизировал фашизму. Туркул заявлял: «Наш идеал — фашистская монархия». Необходимо отметить, что симпатии к фашизму и национал-социалистическому режиму Гитлера не исчезли у Туркула и после нападения Германии на СССР, Туркул вошёл в КОНР, начал формирование отдельного корпуса, основываясь на членах РНСУВ.

## Известные члены
- Корнет П. Н. Шабельский-Борк
- Подполковник В. В. Чернощеков
- Корнет Г. П. Апанасенко
- Полковник Н. В. Пятницкий
- Полковник А. А. Зеленецкий
- Капитан В. В. Гаврилов
- Капитан В. А. Ларионов
- Капитан Б. В. Тряпкин
- Подпоручик Н. Я. Галай